# Fondazione Internazionale Premio Balzan
Die Fondazione Internazionale Premio Balzan ist eine seit 1956 bestehende Stiftung in Mailand, die die weltweite Förderung von Kultur und Wissenschaften sowie von Initiativen für „Frieden und Brüderlichkeit unter den Völkern“ zum Ziel hat. Dazu setzt sie jährlich vier hoch dotierte Preise (Balzan-Preis) aus.

## Ausrichtung
Der Stiftungsrat legt die kulturellen Aufgabenbereiche der Stiftung fest. Er ernennt zudem die Mitglieder des Preisverleihungskomitees auf der Grundlage der vom Komitee selbst unterbreiteten Vorschläge. Der Stiftungsrat setzt sich aus sieben Persönlichkeiten des Kultur- und Wissenschaftsbereichs zusammen, von denen eine vom italienischen Außenminister in Absprache mit dem Erziehungsminister ernannt wird, ein weiteres Mitglied wird vom Departement des Innern der Schweiz bestellt, ein drittes vom Preisverleihungskomitee. Präsident des Stiftungsrates war Anfang 2011 der Botschafter Bruno Bottai, der zugleich Präsident der Dante-Gesellschaft ist. Vizepräsident war Carlo Fontana, der ehemalige Intendant der Mailänder Scala und Professor an der Philosophischen Fakultät der Università degli Studi.
Dem Preisverleihungskomitee gehören zwanzig renommierte Wissenschaftler an, unter ihnen als Präsident Salvatore Veca, Professor für politische Philosophie und Vizedirektor des Istituto Universitario di Studi Superiori di Pavia und Nicolette Mout als einer der beiden Vizepräsidenten. Sie ist emeritierte Professorin für Neuere Geschichte und für Zentraleuropäische Studien an der Universität Leiden. Hinzu kommt im gleichen Rang Werner Stauffacher, gleichfalls emeritierter Professor für Innere Medizin der Universität Basel und ehemaliger Präsident der Schweizerischen Akademie der Medizinischen Wissenschaften, Basel.
Des Weiteren fungieren dort Professoren aus der Schweiz, Italien, Großbritannien, Schweden, Deutschland, Österreich und Frankreich.

## Geschichte
Eugenio Francesco Balzan wurde am 20. April 1874 in Badia Polesine in der norditalienischen Provinz Rovigo geboren. 1882 verlor seine Familie bei einer verheerenden Überschwemmung durch die Wassermassen der Etsch ihr gesamtes Land. Sie zog nach Padua. Zunächst arbeitete Balzan im Katasteramt in Vicenza. 1897 begann er, vermittelt durch Adolfo Rossi, der aus der gleichen Gegend stammte, seine berufliche Karriere bei der Tageszeitung Corriere della Sera. Dort wurde er verantwortlich für die Textkorrektur, dann Redakteur, Leitartikler und Sonderkorrespondent. 1903 vertraute ihm der Herausgeber Luigi Albertini die Geschäftsführung des Verlags an. Balzan wurde mit einer kleinen Beteiligung am Aktienkapital zum Miteigentümer. 1933 verließ er Italien, da er die Unabhängigkeit der Zeitung durch die Faschisten gefährdet und sich selbst von ihnen bedroht sah.
Er übersiedelte nach Zürich, dann in die italienischsprachige Schweiz nach Lugano, und unterstützte Institutionen und Privatpersonen. Erst 1950 kehrte er offiziell nach Italien zurück, starb aber bereits am 15. Juli 1953 in Lugano.
Die Stiftung wurde 1956 in Lugano auf Wunsch von Angela Lina Balzan errichtet. Sie hatte beim Tod ihres Vaters Eugenio ein beträchtliches Vermögen geerbt und widmete es einem Zweck, der sein Andenken in Ehren zu halten versprach. Dazu sollten jedes Jahr drei Preise verliehen werden, und zwar zum einen für den Frieden, zum anderen für Physik, Chemie, Technik und Medizin, sodann für Literatur, Philosophie und die Künste. Seit 1961 wurden die Preise jährlich verliehen.
1961 wurde in der Schweiz neben der Internationalen Stiftung Preis Balzan "Preis" eine weitere Stiftung gegründet, die Internationale Stiftung Preis E.Balzan - Fonds mit Sitz in Zürich. Sie wird von einem Stiftungsrat geleitet, der aus sieben Mitgliedern besteht. Von ihnen sind zwei Vertreter der italienischen bzw. der Schweizer Regierung. Präsidiert wurde die Stiftung von 2006 bis 2016 von Achille Casanova, ehemaliger Vizekanzler der Schweizerischen Eidgenossenschaft und Bundesratssprecher und Ombudsmann des öffentlich-rechtlichen deutschsprachigen Schweizer Radios und des Fernsehens. Die Stiftung gilt als gemeinnützig nach Schweizer Recht und untersteht der Stiftungsaufsicht des Departements des Innern. Ihre Aufgabe ist es, der Fondazione Internazionale Premio Balzan die notwendigen Mittel zur Verfügung zu stellen. Vier Schweizer Banken verwalten ihr Vermögen.
Die Gewinne fließen vollständig in die Preise der Hauptstiftung ein, da das Vermögen ausdrücklich nicht thesauriert werden soll. Da vorsichtig investiert wurde, konnten auch während der Wirtschaftskrise jedes Jahr 4 Millionen Schweizer Franken zur Verfügung gestellt werden, im Jahr 2011 sind 3 Millionen SFr. vorgesehen. Konnten 1979 bis 1987 jährlich drei Preise à 250.000 Franken ausgelobt werden, so waren es 1988 bis 1990 bereits 300.000, 1991–95 350.000, 1996–98 bereits 500.000. Ab 1999 wurden vier Preise pro Jahr ausgelobt, die jeweils mit 500.000 Euro dotiert waren, ab 2001 sogar mit je einer Million. Davon mussten allerdings 500.000 Euro wieder in die Forschungsprojekte des Siegers investiert werden.

## Werk
- Eugenio Balzan: L'emigrazione in Canada nell'inchiesta del «Corriere» (1901), Mailand: Fondazione Corriere della Sera 2009.